# قرار مجلس الأمن التابع للأمم المتحدة رقم 2050
قرار مجلس الأمن التابع للأمم المتحدة رقم 2050، المتخذ بالإجماع في 12 يونيو 2012. مدد تفويض الأمم المتحدة لمراقبة الأسلحة النووية والكيميائية والبيولوجية التي تمتلكها كوريا الشمالية ومدد تفويض فريق الخبراء.

## روابط خارجية
- نص القرار في undocs.org